# Meteor (Automarke, Pennsylvania)
Meteor war eine US-amerikanische Automobilmarke. Der Hersteller war die Meteor Motors, Inc., die von 1919 bis 1922 in Philadelphia in Pennsylvania ansässig war. Gegründet wurde die Gesellschaft von E. A. Schoen, Wade D. Morton, S. L . Bader und A. M. Hooven. Morton hatte bereits Automobilerfahrung bei Mercer und Biddle sammeln können.

## Wade D. Morton
Wade D. Morton (1889–1935), mit richtigem Namen Ward Day, war ein Automobilkonstrukteur für Auburn und Rennfahrer aus Franklinville (New York), der zwischen 1920 und 1927 an allen Austragungen der 500 Meilen von Indianapolis teilnahm. Nach seiner Tätigkeit bei Meteor war er Verkaufsleiter bei Cord und erfand eine automatische Kupplung. Morton verstarb am 22. Februar 1935 an den Folgen eines Verkehrsunfalls in Winter Haven (Florida).

## Beschreibung
Gebaut wurden ab Ende 1919 ausschließlich Luxuswagen mit Walking-Beam-Motoren von Rochester-Duesenberg. Der Konfektionär verwendete eine Magnetzündung von Simms und eine Kupplung von Borg & Beck. Das Vierganggetriebe war hingegen eine Eigenentwicklung mit direktem 3. Gang. Eine Besonderheit waren zwei unabhängige Bremstrommeln pro Hinterrad, die mit separaten Pedalen betätigt wurden.
Es gab zwei Serien, die sich vor allem im Hubraum unterschieden. Der Motor war die Weiterentwicklung eines Duesenberg-Rennwagenmotors für die Straße. Die Rochester Motors Company in Rochester (New York) hatte die Einrichtung zum Bau des Motors samt Verwertungsrechten im Herbst 1919 übernommen. Mit Hilfe von Fred S. Duesenberg wurde er sehr weitgehend überarbeitet. Die Anpassungen betrafen unter anderem die Position der Nockenwelle im Kurbelwellengehäuse und damit die Länge der Kipphebel (Walking Beam), eine neue und leisere Ventilsteuerung mit zwei statt vier Ventilen und eine geänderte Luftzufuhr. Der aus dem Rennsport abgeleitete Vierzylinder-Reihenmotor wurde für Meteor mit Leichtmetallkolben hergestellt. Er gab ca. 80 bhp (60 kW) bei 2200 min−1 ab.
Die Wagen waren 1919 ausschließlich als viersitzige Sport-Tourenwagen zu US$ 4850,- eingeführt worden. 1920 stieg der Preis auf US$ 5000,- und ein bei Einführung der Marke angekündigter, zweisitziger Runabout zu US$ 5500,- wurde lieferbar, gefolgt ab 1921 von einem Town-Car. Gleichzeitig wurde auch der Preis für den Touring auf US$ 5500,- erhöht. Alle ab Werk erhältlichen Aufbauten wurden bei Fleetwood nach Plänen von Meteor gebaut, zu dieser Zeit ein noch von General Motors unabhängiger Karosseriehersteller. Für Kunden, die sich selbst um den Aufbau kümmern wollten, gab es ebenfalls ab 1921 das Fahrgestell allein für US$ 4000,-.
Ende 1922 schloss das Unternehmen, weil die Nachfrage auf Grund der Auswirkungen einer Wirtschaftskrise im Nachgang zum Ersten Weltkrieg nicht den Erwartungen entsprach.

## Motorsport
Der Meteor Special war auf dem Fahrgestell eines Vierzylinder-Rennwagens aufgebaut, erhielt aber den 1919 eingeführten Reihen-Achtzylindermotor. Willie Haupt  bestritt damit für Meteor verschiedene Rennen, das Fahrzeug litt aber wie alle Duesenberg-Achtzylinder in ihrem Einführungsjahr an technischen Problemen infolge einer zu frühen Einführung. Der Rennwagen war dunkel lackiert, erhielt einen an Meteor erinnernden, leichten Spitzkühler.
Für die Saison 1920 wurde der 297 Kubikzoll-Motor ausgetauscht um das neue Reglement einzuhalten. Der nun verwendete 183 c.i.-Motor war zuverlässiger und entspricht etwa jenem, mit dem Duesenberg 1921 mit dem Großen Preis von Frankreich erstmals einen bedeutenden europäischen Pokal in die Vereinigten Staaten holte.
1920 startete Haupt mit diesem Wagen an den 500 Meilen von Indianapolis. Er trug die Nummern 12 in der Qualifikation und 34 im Rennen. Haupt qualifizierte sich als 16., schied jedoch in der 146. Runde mit gebrochenem Kipphebel aus und wurde als 13. gewertet.

## Modellübersicht
| Modell N.A.C.C.-Rating | Bauzeit   | Motorbauform                         | Hubraum                 | Leistung            | Radstand          | Karosserie                                                               | Preis       |
| ---------------------- | --------- | ------------------------------------ | ----------------------- | ------------------- | ----------------- | ------------------------------------------------------------------------ | ----------- |
| Series K 25,6 HP       | 1919–1920 | R4 8V Rochester-Duesenberg Model G   | 301,6 cu in (4.942 cm³) | ca. 90 PS (66,2 kW) | 131 in (3.327 mm) | Roadster, 2 Sitze; Victoria-Touring, 4 Sitze; Touring, 7 Sitze           | ab 4850 US$ |
| Series R 30,6 HP       | 1921–1922 | R4 8V Rochester-Duesenberg Model G-1 | 360,8 cu in (5.912 cm³) | ca. 90 PS (66,2 kW) | 131 in (3.327 mm) | Roadster, 2 Sitze; Victoria-Touring, 4 Sitze; Touring, 7 Sitze; Town-Car | ab 5000 US$ |

Diese Tabelle wurde aus mehreren Quellen kompiliert. Die angegebenen Maße können wegen Rundungsdifferenzen leicht variieren. Zur Motorenleistung liegen unterschiedliche Angaben vor.